# Костыль (гвоздь)

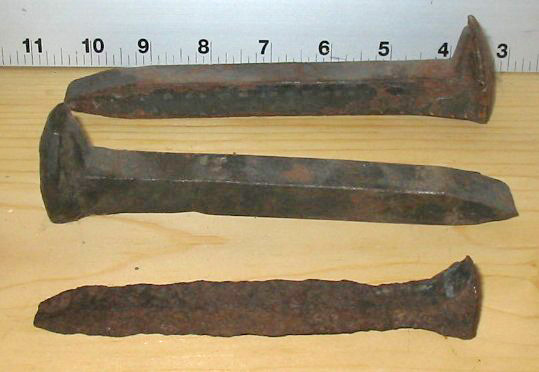
Костыли, снятые с путей

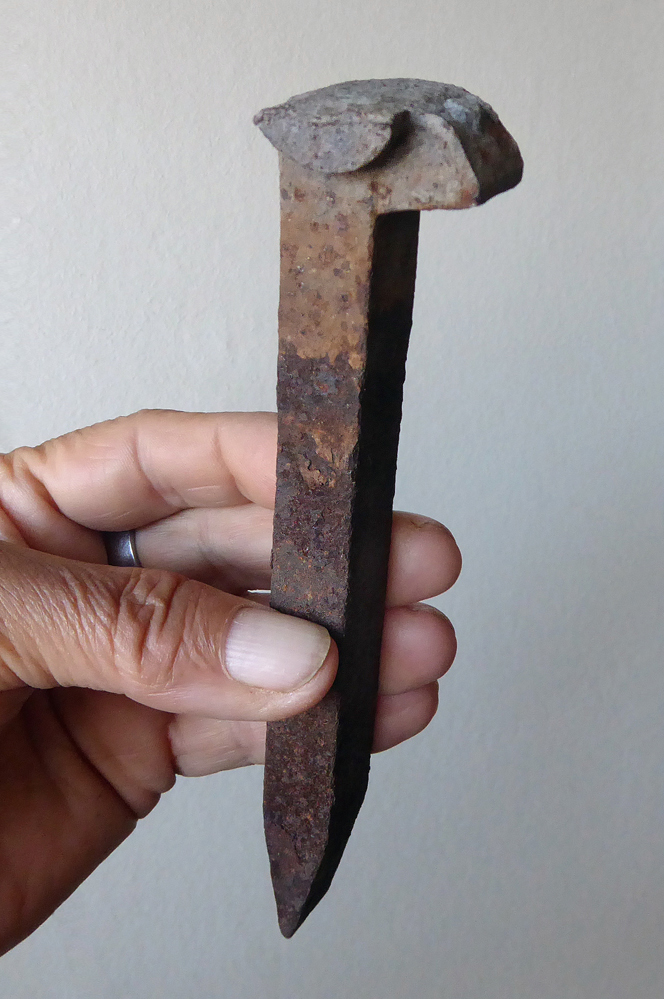
Костыль.

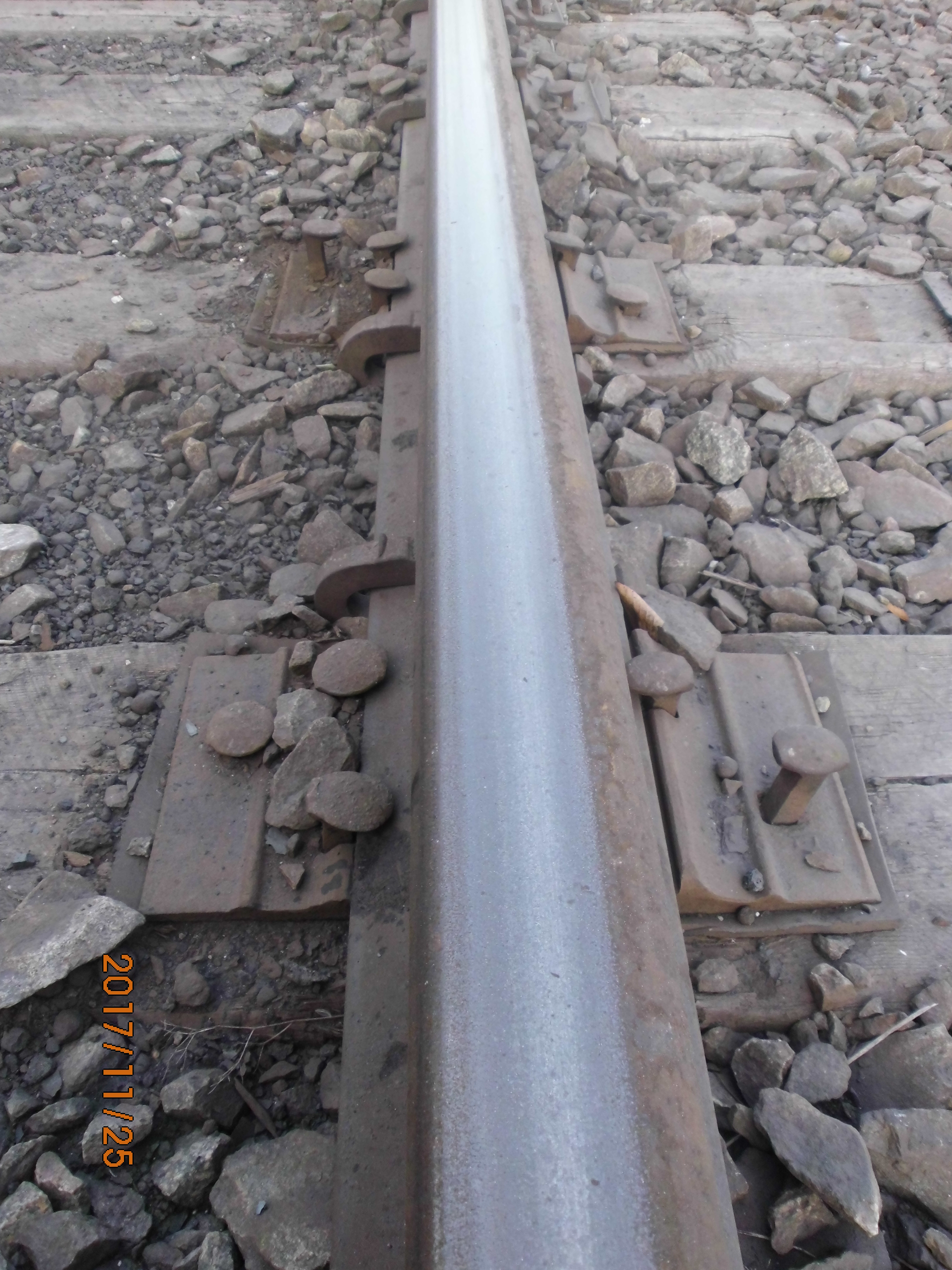
Скрепление рельса с деревянными шпалами костылями

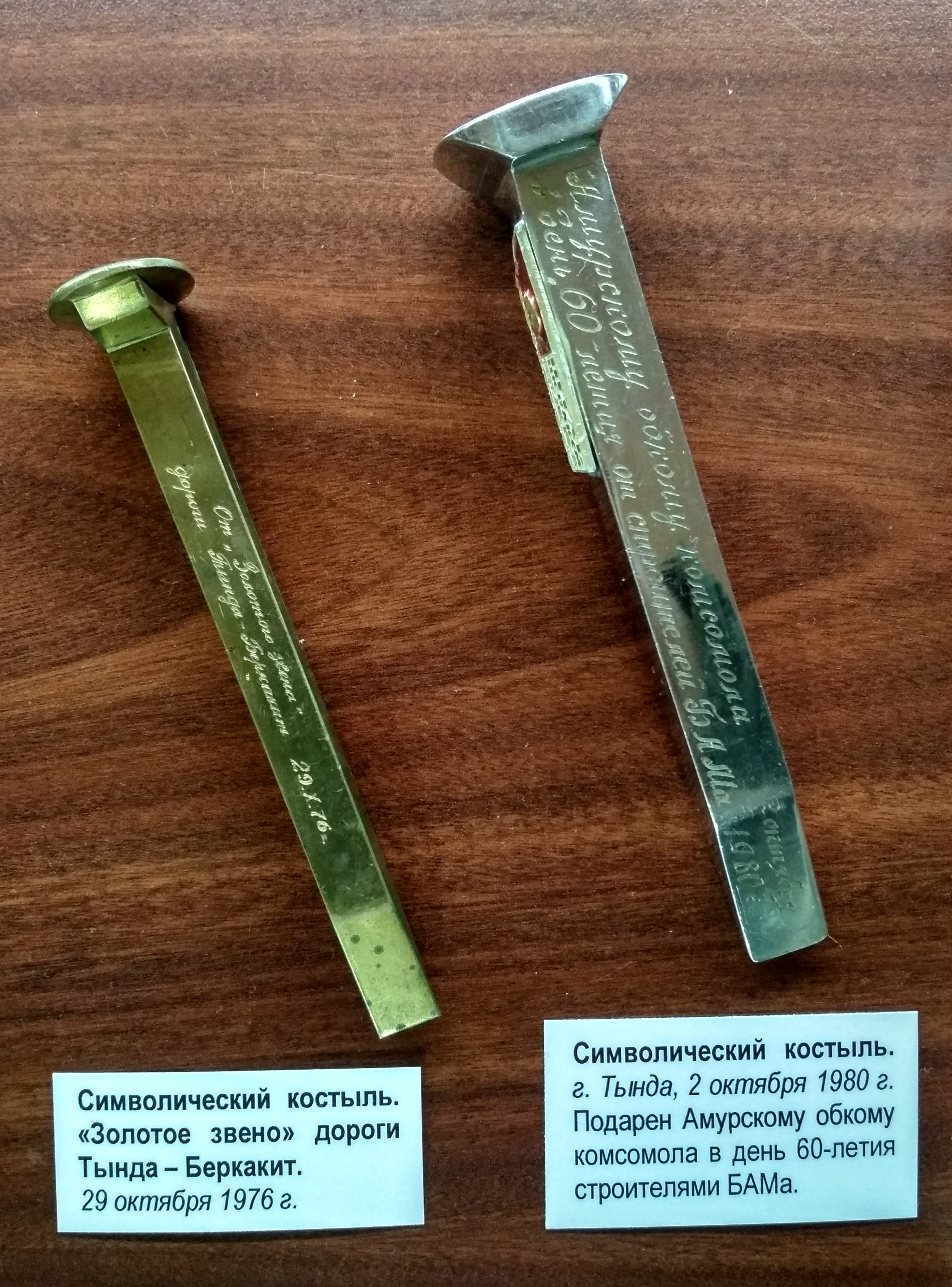
Символические костыли. Экспозиция Благовещенского краеведческого музея

 Костыль (гвоздь, крепеж, метиз) железнодорожный — крупный специализированный гвоздь, предназначенный для скрепления рельс и деревянных шпал в железнодорожном полотне.

## Применение
При скреплении рельс и деревянных шпал в железнодорожном полотне — так называемом костыльном скреплении, подошва рельса скрепляется (прижимается) к шпале шляпкой костыля. Между шляпкой костыля и рельсом обычно вставляется эластичная прокладка и жесткая металлическая подкладка, имеющая отверстия для забивки костылей.
Костыль железнодорожный забивают в шпалу вручную или специальными машинами.

## Стандарты
В России, странах СНГ, используют костыли, соответствующие стандарту ГОСТ 5812-82. Согласно этому стандарту, костыли должны иметь следующие основные характеристики: размеры — от 165 до 280 мм, масса от 0,378 до 0,609 кг.
Материал из которого изготовлены такие костыли — углеродистая сталь обыкновенного качества марки Ст4 или СтЗ по ГОСТ 380—94.

### Холодный климат
Для районов с холодным климатом костыли следует изготовлять в исполнении ХЛ по ГОСТ 15150—69 из спокойных сталей (сталей с низким содержанием кремния) указанных марок.

## Символический костыль
Символический костыль — как правило, декоративное изделие, представляющее собой костыль имеющий полировку, либо другое покрытие (под золото, серебро и так далее). На символическом костыле может наносится гравировка с символами и текстом. 
По существующей традиции символический костыль забивается в основании новой железной дороги, при завершении строительства железной дороги или завершении важных этапов строительства. Также символический костыль может быть изготовлен к юбилейной дате. Право вбить символический костыль дается важным персонам, например В. В. Путин вбил символический костыль ветки Кызыл — Курагино.